# سر وقت
سر وقت (به انگلیسی: In Time) (با نام پیشین من فانی هستم) فیلمی در ژانر علمی–تخیلی و اکشن ساختهٔ اندرو نیکول محصول سال ۲۰۱۱ آمریکا است با بازی جاستین تیمبرلیک، آماندا سایفرد، کیلین مورفی، اولیویا وایلد، جانی گالکی که به دنیایی پادآرمان‌شهری می‌پردازد که در آن زمان واحد پول محسوب می‌شود و هر فرد مقداری زمان دارد و اگر این زمان به صفر برسد وی خواهد مرد.
سر وقت با بودجه ۴۰ میلیون دلاری موفق شد ۳۷ میلیون دلار در آمریکا و ۱۳۶ میلیون دلار در بقیه جهان فروش کرده و با مجموع ۱۷۳٬۹۳۰٬۵۹۶ دلار، فروش موفقی در گیشه داشته باشد. میزان فروش این فیلم در هفته اول در آمریکا بیش از ۱۳ میلیون دلار بود.

## داستان
در آینده نه چندان دور، میزان کامل عمر طبیعی یک انسان به ۲۵ سال رسیده‌است و امکان زندگی بیشتر از این مدت زمان وجود ندارد. اما در شرایطی است که اگر فرد بسیار ثروتمند باشد می‌تواند با مهندسی ژنتیک، میزان طول عمر خود را تا بینهایت افزایش دهد. اما برای افراد فقیر دو گزینه بیشتر وجود ندارد، یا هرطور شده پول لازم جهت خرید طول عمر را تهیه کند یا اینکه صبر کند تا در ۲۵ سالگی از بین برود. اما در یک شب جوانی فقیر به نام «ویل سالاس» به شکل اتفاقی با مردی روبرو می‌شود که عمری بسیار طولانی دارد و بعد از دریافت این عمر از او، قصد دارد تا شرایط زندگی اش را تغییر دهد. اما پلیس فکر می‌کند که این میزان طول عمر با دزدی بدست آمده و …

## بازخوردها
این فیلم به‌طور کلی از بررسی‌های مختلف منتقدان نمره متوسطی گرفت. در بررسی منتقدان وبگاه راتن تومیتوس نظر ۳۶ درصد از ۱۵۲ منتقد مثبت ارزیابی شده‌است و در مجموع نمره ۵٫۲ از ۱۰ را دریافت کرد. سر وقت در ۳۶ بار بررسی توسط منتقدان اصلی متاکریتیک موفق به کسب نمره متوسط ۵۳ از ۱۰۰ شد اما در عین حال کاربران این وبگاه نمره خوب ۶٫۲ از ۱۰ را به این فیلم دادند. همچنین طبق اعلام مارکت سینمااسکور، علاقه‌مندان به سینما در بازه A+ تا F به این فیلم معدل B- دادند. راجر ایبرت نقد مثبتی نسبت به این فیلم داشته‌است و از ۴ ستاره ممکن به این فیلم ۳ ستاره داده‌است و اشاره کرد: «مقدمه فیلم بسیار جذاب است» اما «در استفاده عناصر استاندارد مونتاژ زیاده‌روی شده‌است.»

### عملکرد باجه فروش
سر وقت در هفته اول اکران با ۱۲ میلیون دلار فروش پس از فیلم‌های گربه چکمه‌پوش و فعالیت فراطبیعی ۳ در رتبه سوم فیلم‌های پرفروش تازه‌اکران‌شده قرار گرفت. این فیلم با فروش ۱۷۳٬۹۳۰٬۵۹۶ دلاری در سراسر جهان که ۳۷٬۵۲۰٬۰۹۵ دلار آن حاصل فروش داخلی و باقی ۱۳۶٬۴۱۰٬۵۰۱ دلار آن، حاصل فروش خارجی بود موفق شد فروش موفقی در برابر بودجه ۴۰ میلیون دلاری خود کسب کند.

## رسانه خانگی
در زمان تحت قالب‌های دی‌وی‌دی و دیسک بلو-ری در تاریخ ۳۱ ژانویه ۲۰۱۲ منتشر شد.

## بازیگران
- آماندا سیفرید در نقش سیلویا وایز
- جاستین تیمبرلیک در نقش ویلیام «ویل» سالاس
- کالین پنی در نقش محافظ زمان یاگر
- کیلین مورفی در نقش محافظ زمان ریموند «ری» لئون
- اولیویا وایلد در نقش راشل سالاس
- مت بامر در نقش هنری «هنک» همیلتون
- الکس پتیفر در نقش فورتیس
- وینسنت کارتیزر در نقش فیلیپه «فیلیپ» وایز
- جانی گالکی در نقش بورل
- ایتان پک در نقش کنستانتین
- ییا داکاستا در نقش گرتا
- آگست امرسون در نقش لوی
- ساشا پیوواروا در نقش کلارا
- جس لی ساور در نقش وب
- بلا هیث‌کات در نقش میشل وایس
- توبی همینگوی در نقش محافظ زمان کورس
- آبری آلن در نقش تیلور
- ملیسا اردوی در نقش لیلا
- جسیکا پارکر کندی در نقش ادواردو
- کریستوف ساندرس در نقش نیکسون
- جف استارون در نقش اوریس
- مت اولری در نقش ماسر
- نیک لشاوی در نقش اکمن
- ری سانتیاگو در نقش ویکتیا
- کریس لمش در نقش مارکوس
- ماکسیمیلیان اوسینسکی در نقش لوئیس